# Hotel AXA
Hotel AXA (někdy označovaný Palác AXA) v Praze na Novém Městě v ulici Na Poříčí čp. 1041/II, č.o. 40 byl vybudován jako polyfunkční funkcionalistická řadová trojkřídlá budova ve 30. letech 20. století podle návrhu jeho majitele, architekta Václava Pilce. V letech 2013–2014 byl objekt zrekonstruován a od roku 2014 je kulturní památkou.

## Historie
Záměrem architekta a současně i stavebníka Václava Pilce bylo sloučení několika funkcí budovy – hotelu, pensionu, kavárny, kanceláří, obchodů, garáží i sportovního střediska s plaveckým bazénem a tělocvičnami. Na návrhu s ním spolupracovala jeho pozdější manželka Běla Friedländerová-Havlová, která jako známá sportovkyně získala řadu zkušeností a postřehů z podobných staveb v Evropě i v USA.
V letech 1930 až 1932 Pilcova stavební firma stavbu realizovala, ke zprovoznění došlo na přelomu let 1933 a 1934.
Po roce 1948 byl hotel znárodněn a bazén využívali především sportovci z pražských oddílů a školní kurzy. Hotel přišel o své původní funkcionalistické vybavení, zejména o nábytek z ohýbaných ocelových trubek. Při úpravách mezi lety 1978 až 1985 byla mimo jiné snížena hloubka bazénu a byla odstraněna původní skokanská věž.
V roce 1994 získala hotel v restitucích zpět vnučka původních majitelů; v letech 2013 a 2014 pak proběhla kompletní rekonstrukce (podle návrhu architekta Rudolfa Netíka), jejímž cílem bylo v co možná nejvyšší míře obnovit stavbu v duchu původních představ o propojení sportovní a hotelové funkce. Hotel byl také vybaven obdobným trubkovým nábytkem, jaký v něm byl původně.

## Popis
Budova je řadový dům s trojkřídlou dispozicí, má devět nadzemních a dvě podzemní podlaží. Je postavena na pozemku nepravidelného obdélného půdorysu, který téměř celý vyplňuje až do výše 1. patra, v dalších poschodích má tvar písmena "U". Křídla jsou navzájem propojena schodišti. Mezi bočními křídly je ve 2. suterénu hala s pětadvacetimetrovým bazénem, nad nímž je střecha se světlíky. Další světlíky umístěné napříč dvorem prosvětlují sportovní centrum v patře se dvěma tělocvičnami.
Hlavní uliční průčelí je devítipodlažní (s podkrovím), s proskleným arkýřem na levé straně, nad nímž je nad 8. podlažím markýza s nápisem "AXA". V přízemí jsou komerční prostory. 
V interiéru budovy jsou zachované mramorové obklady, kovové zábradlí, dlažba tvořená kombinací teraca a drobné mozaiky i některé skleněné prvky.